# オールジャパンアームレスリング連盟
オールジャパンアームレスリング連盟は、日本のアームレスリング国内競技連盟。通称AJAF（アジャフ) 。

## 沿革
- 2003年1月12日 - 発足
- 2003年7月11日 - 1967年に創設された旧WAF（世界アームスポーツ連盟）と正式に調印し加盟[1]。
- 2018年4月28日 - JAF日本アームレスリング連盟主催のJAFジャパンオープン世界アームレスリング大会出場選考大会にてオールジャパンアームレスリング連盟の酒井孝会長より同大会への選手の派遣が正式に発表され、所属選手の世界大会参加が可能になった。
- 2024年6月30日 - 神奈川県横浜市で開催される第22回AJAF全日本大会 神奈川県横浜大会よりAJAF全日本大会が世界アームレスリング連盟の世界選手権選考大会になったことで、同大会を通して所属選手の世界大会参加が可能になった。

## 関連団体
- JAF日本アームレスリング連盟
- JAWA日本アームレスリング連盟